# We Don't Talk Anymore (Charlie Puth)
We Don't Talk Anymore è un singolo del cantante statunitense Charlie Puth, pubblicato il 24 maggio 2016 come secondo estratto dal primo album in studio Nine Track Mind.

## Descrizione
Quinta traccia dell'album, il brano è eseguito con la collaborazione della cantante Selena Gomez e contiene un campionamento della canzone Nelson, tú eres un loco del disc jockey portoricano DJ Nelson e del cantante Rey Pirin.

## Video musicale
Il videoclip è stato pubblicato il 2 agosto 2016, ottenendo in un mese esatto 100 milioni di visualizzazioni e nelle prime 24 ore poco più di 4 milioni.

## Tracce
Download digitale, CD promozionale (Europa)
1. We Don't Talk Anymore (feat. Selena Gomez) – 3:37

Download digitale – Attom Remix
1. We Don't Talk Anymore (feat. Selena Gomez) (Attom Remix) – 3:38

Download digitale – Lash Remix
1. We Don't Talk Anymore (feat. Selena Gomez) (Lash Remix) – 3:21

Download digitale – Mr. Collipark Remix
1. We Don't Talk Anymore (feat. Selena Gomez) (Mr. Collipark Remix) – 4:14

Download digitale – DROELOE Remix
1. We Don't Talk Anymore (feat. Selena Gomez) (DROELOE Remix) – 3:38

Download digitale – Hazey Eyes Remix
1. We Don't Talk Anymore (feat. Selena Gomez) (Hazey Eyes Remix) – 3:18

Download digitale – Junge Junge Remix
1. We Don't Talk Anymore (feat. Selena Gomez) (Junge Junge Remix) – 4:16

## Classifiche

### Classifiche settimanali
| Classifica (2016-23) | Posizione massima |
| -------------------- | ----------------- |
| Australia            | 10                |
| Austria              | 23                |
| Belgio (Fiandre)     | 18                |
| Belgio (Vallonia)    | 36                |
| Canada               | 11                |
| Danimarca            | 13                |
| Filippine            | 9                 |
| Francia              | 8                 |
| Germania             | 52                |
| Irlanda              | 11                |
| Italia               | 1                 |
| Libano               | 1                 |
| Norvegia             | 10                |
| Nuova Zelanda        | 8                 |
| Paesi Bassi          | 14                |
| Polonia              | 10                |
| Regno Unito          | 14                |
| Slovenia             | 35                |
| Spagna               | 5                 |
| Stati Uniti          | 9                 |
| Svezia               | 13                |
| Svizzera             | 16                |
| Vietnam              | 37                |

### Classifiche di fine anno
| Classifica (2017) | Posizione |
| ----------------- | --------- |
| Brasile           | 149       |